# スリットアニメーション
スリットアニメーション（英: slitanimation）とは、１枚の静止画像の上にスリットシートをスライドさせることで、アニメーションをつくる事ができる手法であり、錯視を取り入れた娯楽作品の一つである。 スキャニメーションとも。関連技法としてパラパラマンガ、ゾエトロープなどがある。
複数の画像を一枚に合成し、しま模様のスリット（隙間）シートをスライドさせることで合成画像が見え隠れし、あたかも画像が動いているように見える。動画と同様の原理で複数の静止画によって動きを作る技術であるが、その性質上、アナログ環境においてデジタル処理を必要とせずにアニメーションを表現することができる。

## 原理
スリットアニメーションは、人間の錯視を利用した視覚認知現象である。連続した一枚の画像がスリット（隙間）から見える不完全な視覚情報に対し、人の脳は情報補完を行う（※ アモダール補完 （英: Amodal perception））為、「動いて見える」のである。